# Listă de compozitori de muzică cultă: T

## Ta
- Pierre Tabart (1645 - 1699)
- Germaine Tailleferre (1892 - 1983)
- Tōru Takemitsu (1930 - 1996)
- Otar Taktakischwili (1924 - 1989)
- Josef Tal (n. 1910)
- Thomas Tallis (in jur de 1505 - 1585)
- Eino Tamberg (n. 1930)
- Sergei Ivanovici Tanejew (1856 - 1915)
- Alexandre Tansman (1897 - 1986)
- Svend Erik Tarp (1908 - 1994)
- Francisco Tárrega (1854 - 1909)
- Giuseppe Tartini (1692 - 1770)
- Karl Gottfried Wilhelm Taubert (1811 - 1891)
- John Tavener (n. 1944)
- John Taverner (in jur de 1490 - 1545)

## Te
- Georg Michael Telemann (1748 - 1831)
- Georg Philipp Telemann (1681 - 1767)
- Ede Tereny (n. 1935)
- Awet Terterian (1929 - 1994)
- Dimitris Terzakis (n. 1938)
- Carlo Tessarini (1690 - 1765)

## Th
- Sigismund Thalberg (1812 - 1871)
- Daniel Theaker (n. 1967)
- Johann Theile (1646 - 1724)
- Mikis Theodorakis (* 1925)
- Ludwig Thiele (n. 1934)
- Ferdinand Thieriot (1838 - 1919)
- Ambroise Thomas (1811 - 1896)
- Kurt Thomas (1904 - 1973)
- Stefan Thomas (* 1968)
- Randall Thompson (1899 - 1984)
- Virgil Thomson (1896 - 1989)

## Ti
- Johann Ludwig Tieck (1733 - 1853)
- Valentin Timaru (n. 1940)
- Michael Tippett (1905 - 1998)
- Johann Nikolaus Tischer (1707-1774)
- Boris Ivanovici Tiștșenko (n. 1939)
- Jean Titelouze  (1563 - 1633)

## To
- Ernst Toch (1887 - 1964)
- Sigismund Toduță (n. 1908)
- Václav Jan Tomášek (1774 - 1850)
- Thomas Tomkins (1572 - 1656)
- Giuseppe Torelli (1658 - 1709)
- Veljo Tormis (n. 1930)
- Francisco de la Torre (in secolul XV)
- Charles Tournemire (1870 - 1939)
- Marcel Tournier (1879 - 1951)

## Tr
- Tommaso Traetta (1727 - 1779)
- Francis Tregian (1574 - 1619)
- Georg Trexler (1903 - 1979)
- Manfred Trojahn (n. 1949)

## Ts
- Michail Tschulaki (1908 - 1989)

## Tu
- Eduard Tubin (1905 - 1982)
- Henry Tucker (1826 - 1882)
- David Tudor (1926 - 1994)
- Serafim Tulikow (1914 - 2004)
- Joaquín Turina (1882 - 1949)
- Mark-Anthony Turnage (n. 1960)

## Tü
- Daniel Gottlob Türk (1750 - 1830)
- Hans Peter Türk (n. 1940)
- Erkki-Sven Tüür (n.1959)

## Tv
- Geirr Tveitt (1908 - 1981)

## Ty
- Christopher Tye (in jur de 1500 - 1573)

## Ță
- Cornel Țăranu (n. 1934)